# Lumière et compagnie: Premonitions Following an Evil Deed
Lumière et compagnie: Premonitions Following an Evil Deed, eller enbart Premonitions Following an Evil Deed, är en kortfilm gjord av regissören David Lynch år 1995. 
När en av världens allra första filmkameror fyllde 100 år så skickade man ut ett antal av de välbevarade exemplar som fortfarande fanns kvar till olika regissörer som fick göra filmer med dessa, dock max en minut långa.
Filmen är helt i svart/vitt, men innehåller ändå många typiska Lynch-teman, exempelvis surrealism, absurditet, eld och död.